# 1980年夏季残疾人奥林匹克运动会日本代表团
1980年夏季残疾人奥林匹克运动会日本代表团是日本派出的1980年夏季残疾人奥林匹克运动会代表团。获得9枚金牌、10枚银牌和7枚铜牌。